# Cucullia fissina
Cucullia fissina är en fjärilsart som beskrevs av Adrian Hardy Haworth 1809. Cucullia fissina ingår i släktet Cucullia och familjen nattflyn. Inga underarter finns listade i Catalogue of Life.